# Ẩm thực Nhật Bản

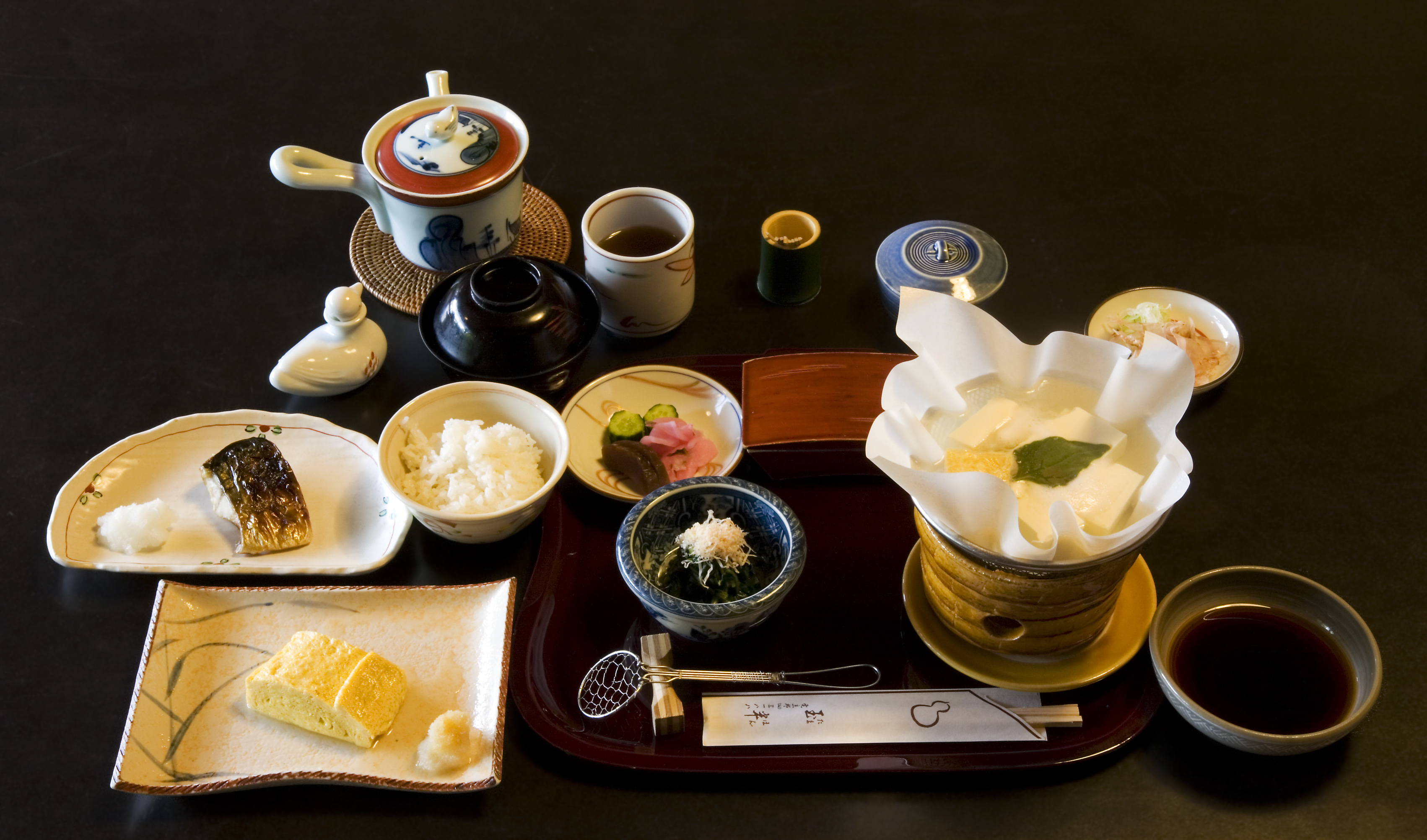
Một bữa ăn sáng truyền thống tại một Ryokan ở Kyoto. Các món ăn bao gồm thịt cá thu nướng, dashimaki (trứng tráng Nhật Bản, ở đây theo phong cách Kansai), cơm, đậu phụ trong nồi giấy (kami nabe), cá bào katsuobushi, dưa muối tsukemono và trà xanh. Trong chén màu đen là xúp miso.

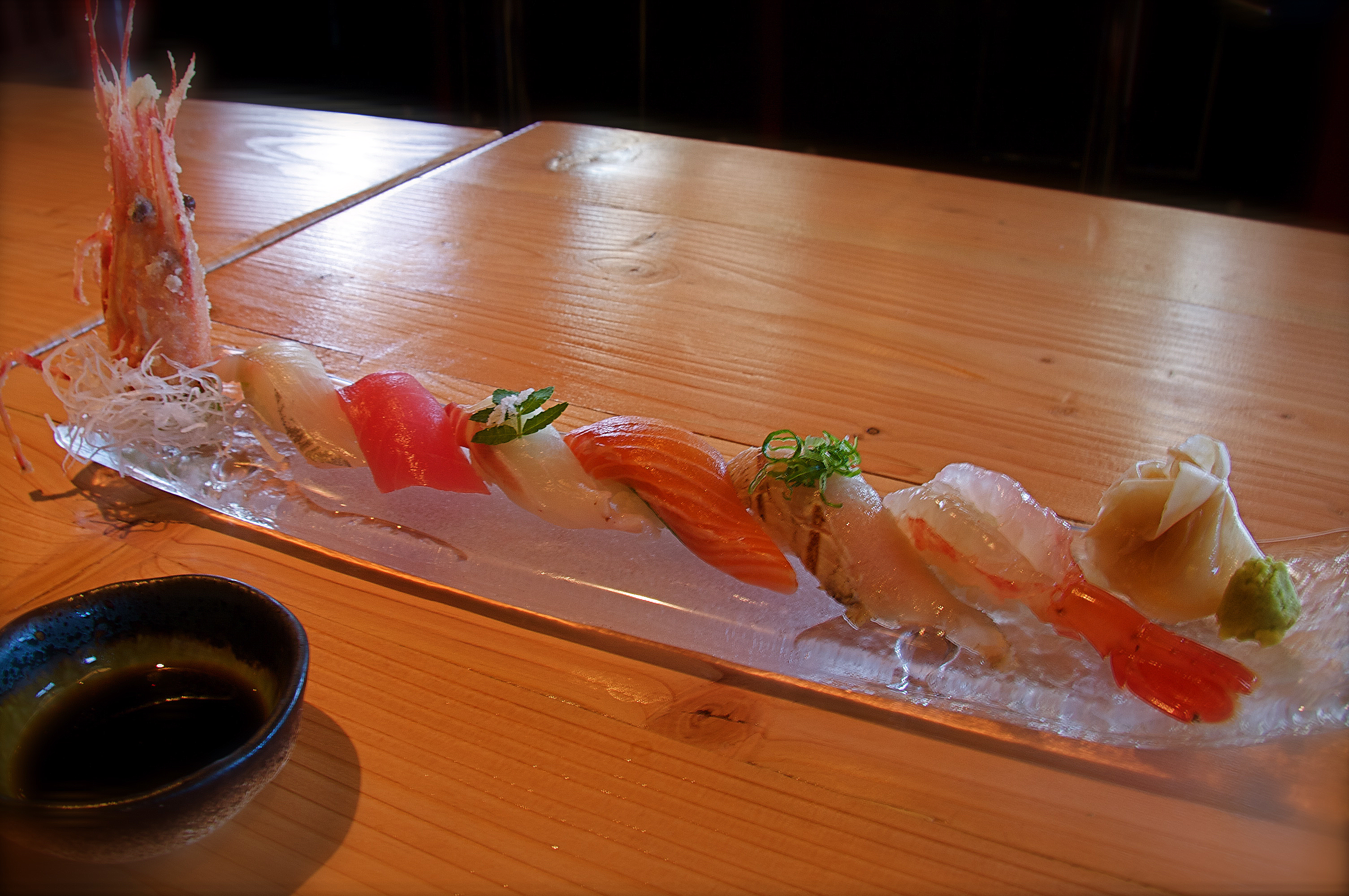
Món ăn Nhật Bản, các loại sushi

Ẩm thực Nhật Bản là nền ẩm thực xuất xứ từ nước Nhật Bản. Ẩm thực Nhật Bản không lạm dụng quá nhiều gia vị mà chú trọng làm nổi bật hương vị tươi ngon, tinh khiết tự nhiên của món ăn. Hương vị món ăn Nhật thường thanh tao, nhẹ nhàng và phù hợp với thiên nhiên từng mùa. Do vị trí địa lý bốn bề bao quanh đều là biển, hải sản và rong biển chiếm phần lớn trong khẩu phần ăn của người Nhật. Lương thực chính của người Nhật là gạo; người Nhật cuộn gạo trong những tấm rong biển xanh đen, tạo thành món sushi, được xem là quốc thực của Nhật Bản.
Ngoài ra, các món ăn chế biến từ đậu nành cũng có tầm quan trọng đặc biệt trong ẩm thực Nhật. Về thức uống, người Nhật nổi tiếng với mạt trà, loại bột trà xanh nguyên chất do các thiền sư chế biến; đây là loại trà chính cho nghi lễ trà đạo, nghi lễ này tuân theo 4 nguyên tắc chính "hòa, kính, thanh, tịnh". Rượu gạo sakamai có nồng độ cao tên là sake, xuất phát từ các nghi lễ của Thần đạo cũng rất phổ biến. Ngoài ra, các món ăn Nhật cũng thể hiện tư duy thẩm mĩ tinh tế và sự khéo léo của người nấu khi được bày biện với chỉ vài miếng ở một góc chén dĩa, để thực khách còn có thể thấy nét đẹp của vật dụng đựng món ăn.
Ngày 04 tháng 12 năm 2013, tại Baku, Azerbaijan, Tổ chức Văn hoá, Khoa học và Giáo dục Liên Hợp Quốc UNESCO đã công nhận Washoku (和食 (Hoà thực) ẩm thực Nhật Bản), trong đó nổi bật là bữa cơm ngày đầu năm mới của người Nhật là Di sản văn hoá phi vật thể đại diện của nhân loại. Trong đó chỉ rõ: "Washoku là thực hành mang tính xã hội, dựa trên một nhóm các kỹ năng, kiến thức và truyền thống liên quan đến quy trình chuẩn bị, nguyên liệu, chế biến và tiêu thụ thực phẩm. Washoku sử dụng tài nguyên thiên nhiên một cách bền vững, theo nguyên tắc tôn trọng thiên nhiên. Washoku gồm những món ăn truyền thống với nguyên vật liệu được lựa chọn theo mùa, như: gạo, cá, rau,… mang hương vị độc đáo và phong cách ẩm thực truyền thống qua nhiều thế kỷ của Nhật Bản." 

## Lịch sử

### Tiền Heian
Thế kỷ 6, một số loại rau củ mới như củ cải trắng, cà rốt du nhập từ Trung Quốc và bán đảo Triều Tiên vào Nhật Bản. Sau khi Phật giáo du nhập vào Nhật Bản thì việc ăn thịt đã bị hạn chế và chính thức bị cấm vào thế kỷ thứ 8. Cũng trong giai đoạn này người Nhật học được cách làm đậu hũ, nước tương và nghệ thuật rán bằng dầu của người Trung Quốc (loại nước tương ngọt của Nhật ngày nay ra đời vào thế kỷ 15).

### Trung thế
Thời kỳ Heian (794-1185) là thời kỳ khởi đầu cho một nền ẩm thực Nhật Bản mang bản sắc riêng. Sự phát triển của tầng lớp thượng lưu Kyoto trở thành tiền đề quan trọng cho sự phát triển của nghệ thuật ẩm thực. Mọi người ăn 2 bữa một ngày cũng với nhiều bữa ăn nhẹ khác trong ngày. Đến thế kỷ 10, các loại nguyên liệu đã trở nên phong phú hơn, người ta đưa vào món ăn nhiều loại rau củ như củ cải tròn, lá mù tạt, dưa chuột và cà tím.
Từ năm 1185, khi Mạc Phủ được thiết lập ở Kamakura, tầng lớp võ sĩ đạo và thiền sư dần có vị thế hơn trước, do đó các món chay (shojin ryori) được hình thành, dẫn đến sự ra đời của các món khai vị trước buổi trà đạo (cha kaiseki) vào thế kỷ 16. Món ăn chay Nhật Bản chú trọng vào 5 màu sắc cơ bản: xanh, đỏ, vàng, trắng và đen tím, và 6 vị: đắng, chua, ngọt, nóng, cay và vị thơm ngon. Dưới ảnh hưởng của cách nấu này, tính đơn giản trong các món ăn Nhật cũng hình thành. Thế kỷ thứ 9, trà được vào Nhật nhưng dần bị lu mờ cho đến khi hưng thịnh trở lại vào thế kỷ 12 cùng với sự phát triển của Thiền tông.

### Cận đại
Mặc dù đóng cửa với bên ngoài, nhưng suốt thời kỳ Edo (1603-1857), ẩm thực Nhật vẫn phát triển đa dạng. Cơm nắm nigiri-zushi đã ra đời vào thời gian này. Thời kỳ Meiji (Minh Trị, 1868-1912) đánh dấu thời kỳ Nhật Bản mở cửa trở lại với thế giới bên ngoài. Sự giao thương của Nhật Bản với phương Tây trong thời Minh Trị đã ảnh hưởng quan trọng đến nền ẩm thực Nhật Bản.
Người Bồ Đào Nha đã mang đến Nhật các nguyên liệu từ Tân Thế giới: ngô, khoai tây, khoai lang... hay từ các nước châu Á khác: bí đao (kabocha). Một số tên món ăn Nhật Bản ngày nay có nguồn gốc từ tiếng Bồ Đào Nha, như từ "pan" nghĩa là "bánh mì" xuất phát từ tiếng Bồ Đào Nha: "pão", từ "tempura" xuất xứ từ tiếng Bồ Đào Nha: "templo" - đền thờ. Các nguyên liệu nước ngoài được du nhập ồ ạt vào Nhật Bản như bơ, cà ri, cà phê, bắp cải, măng tây...

### Hiện đại
Ngành công nghiệp thực phẩm của Nhật Bản có những bước phát triển rực rỡ. Mì ăn liền (ramen) đã được Momofuku Ando (cũng là người sáng lập công ty thực phẩm Nissin) phát minh ra năm 1958. Tiến sĩ Kikunae Ikeda đã phát hiện ra vị cơ bản thứ năm umami (ngoài bốn vị: ngọt chua, mặn, đắng) sau khi phân tích thành phần của tảo biển khô năm 1908, từ đó sáng lập nên công ty bột ngọt Ajinomoto. 
Kỹ thuật nướng thức ăn teppanyaki là kỹ thuật mới được phát triển; đây là cách nướng trên một chiếc bàn đúc bằng gang thép hình chữ nhật dày 6–8 cm đã được làm nóng đến trên 100 độ; thức ăn được làm nóng rất lâu trên bếp mà không bị cháy và thành phần nước vẫn còn trong thức ăn, khiến cho thức ăn giữ được hương vị tự nhiên.

## Ẩm thực địa phương Nhật Bản
Ẩm thực Nhật Bản có rất nhiều đặc sản địa phương, gọi là kyōdo ryōri (郷土料理) trong tiếng Nhật, nhiều món trong số chúng được làm từ các nguyên liệu địa phương với các phương thức cổ truyền.

## Tổng quan

### Triết lý

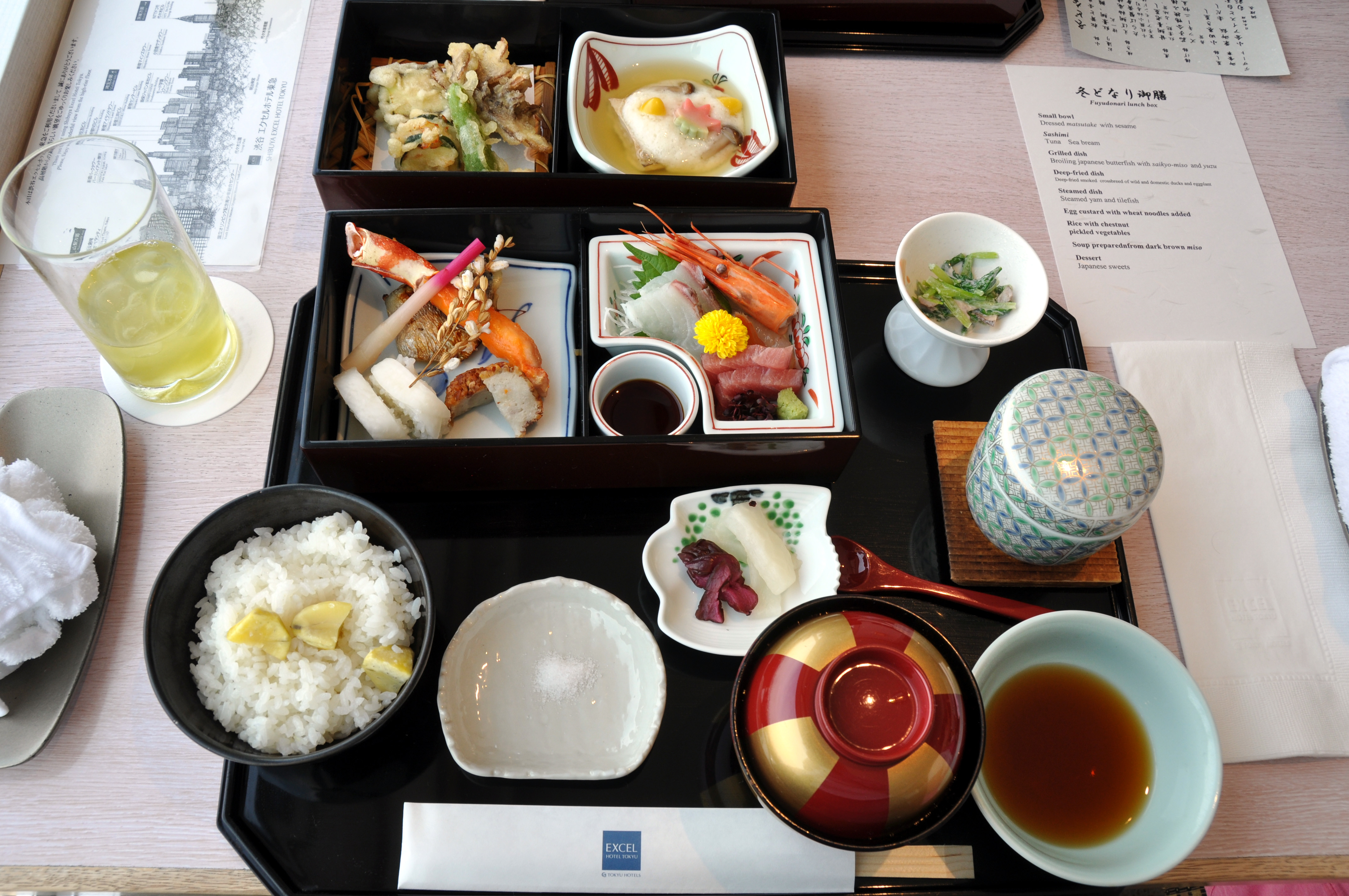
Một bữa ăn Nhật Bản bao gồm tempura, sashimi, và súp miso

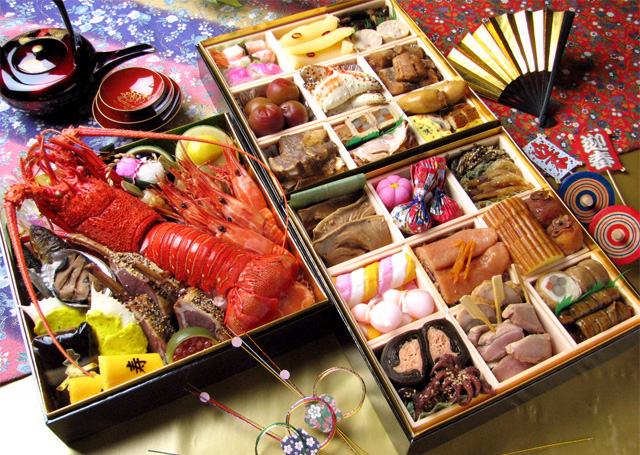
Osechi, món ăn năm mới đặc biệt trong hộp ba tầng

Các món ăn Nhật Bản đều tuân theo quy tắc tam ngũ: ngũ vị, ngũ sắc, ngũ pháp. Ngũ vị bao gồm: ngọt, chua, cay, đắng, mặn. Ngũ sắc có: trắng, vàng, đỏ, xanh, đen. Ngũ pháp là: sống, ninh, nướng, chiên và hấp. So với những nước khác, cách nấu nướng của người Nhật hầu như không sử dụng đến gia vị. Thay vào đó, người ta tập trung vào các hương vị tinh khiết của các thành phần món ăn: cá, rong biển, rau, gạo và đậu nành.

### Dinh dưỡng
Chế độ ăn uống của Nhật Bản được gọi là ichi ju san sai: "một súp, ba món", ăn với cơm (do các võ sĩ thời kỳ Muromachi đặt ra). Nhiều thành phần dinh dưỡng trong thực phẩm Nhật Bản rất tốt cho sức khỏe. Bữa ăn không thể thiếu đậu chế biến từ đậu nành như miso (tương đặc), tofu (đậu hũ tươi), natto giúp ngăn chặn tình trạng tắc nghẽn mạch máu; hạt vừng đen giúp kích thích hoạt động của não, mơ chua umeboshi để lọc máu, rong biển kombu giúp giảm lượng cholesterol, chè tươi giúp chống lão hóa tế bào.

## Bữa ăn

### Thực đơn
Một bữa ăn Nhật Bản cơ bản gồm có:
- Cơm
- Natto trộn với hành lá cắt nhỏ và trứng sống.
- Rau bina, củ cải hoặc dưa muối.
- rong biển khô sấy ăn không hoặc cuộn thành sushi.
- Canh miso.

Nếu có việc phải đi xa nhà, người Nhật thường làm cơm hộp (bento). Một hộp cơm gồm có đầy đủ thức ăn đến từ rừng và biển: 4 phần cơm (hoặc onigiri), 3 phần thịt cá, 2 phần rau và một phần tráng miệng.

### Sắp đặt bàn ăn
Người Nhật theo truyền thống (hiện nay nhiều người vẫn theo cách thức này) ngồi xếp bằng tròn trên các miếng đệm quanh bàn ăn thấp. Một số nhà hàng truyền thống còn cung cấp ghế sàn với chỗ dựa lưng. Các bữa ăn được dùng bằng đũa gỗ hoặc inox (gọi là hashi), và một cái thìa (gọi là Supūn).
Người Nhật nói chung không bới cơm hoặc canh sang chén bát riêng mà được đặt sẵn ở trên bàn cho từng người và ăn bằng đũa. Người Nhật ít khi sử dụng thìa trong bữa ăn, kể cả súp đôi khi cũng dùng đũa. Cách sắp đặt một bữa ăn cơ bản, bao gồm:
- Cơm cho mỗi người trong bát sâu bằng gốm, thép không gỉ hoặc gỗ sơn mài, luôn có nắp đậy ở phía bên trái người ăn.
- Canh nóng cho mỗi người trong một cái bát nông hơn, đặt phía bên phải chén cơm. Hoặc dùng chung trong bát canh to đặt giữa bàn.
- Đũa đặt ngang, ở phía gần người ăn.

### Trà hâm
Bộ bàn ghế trong phòng ăn phải nhỏ gọn, gồm bàn thấp và các miếng đệm đặt trên sàn nhà có thể thu dọn khi không dùng đến. Chúng thích hợp cho cả mùa đông lẫn mùa hè. Thường không dùng nhiều màu sắc và thường dùng các màu nhạt, mang màu sắc tự nhiên như màu vàng của gỗ và tre.

### Nghi thức
Mặc dù không có trật tự định trước khi ăn nhiều món trong một bữa ăn truyền thống, nhiều người Nhật Bản bắt đầu ăn một ít canh trước khi ăn những món khác theo bất cứ trật tự nào họ thích. Người Nhật nói chung không xới cơm hoặc canh sang chén bát riêng mà được đặt sẵn ở trên bàn cho từng người và ăn bằng đũa. Khi ăn một số thức ăn có nước như ramen hay udon có thể đưa cả bát lên miệng để húp nước dùng. Thìa thường được sử dụng khi ăn một số món ăn nấu theo kiểu phương Tây, như món hầm có sữa kurimu shichu, cơm với cà ri hay cơm trứng omelette. Một số loại bánh ngọt truyền thống như wagashi thường được ăn cùng với nước trà, khi ăn dùng một chiếc xiên nhỏ làm bằng tre hoặc gỗ để lấy bánh.
Những hành vi mà người Nhật xem là bất lịch sự trong bữa ăn: dùng đũa đang ăn gắp đồ ăn cho người khác, cầm đũa hay thìa trước khi người cao tuổi nhất bắt đầu ăn, vừa mở miệng vừa nhai, nói chuyện khi đồ ăn vẫn còn trong miệng, cắm đũa hay thìa thẳng đứng trong bát, chọc thức ăn bằng đũa, bốc thức ăn (trừ ngoại lệ là các món buộc phải dùng bàn tay để ăn), phát ra tiếng khi nhai hoặc gõ lách cách bằng thìa hay đũa, khuấy những món ăn phụ để tìm thứ bạn muốn ăn, tự ý gắp bỏ vài thành phần ra khỏi đồ ăn chung, hỉ mũi, ho và hắt xì hơi bất cẩn (bạn phải quay sang chỗ không người và đặt tay lên miệng), không che miệng khi xỉa răng. Khi húp canh húp bằng từng chút một, không được húp soàm soạp gây khó chịu cho người khác. Không cần phải ăn hết các món dùng chung, nhưng theo phong tục phải ăn hết phần cơm của mình. Các bát đựng thức ăn ăn kèm thường được ăn hết trong bữa ăn và sẽ được dọn thêm nếu chúng đã được dùng hết. Việc yêu cầu dọn thêm món ăn phụ cũng có thể chấp nhận được.

### Phép lịch sự
- Xin phép trước khi ăn: dùng thành ngữ: "Itadakimasu".
- Cảm ơn sau khi ăn xong: dùng thành ngữ: "Gochiso sama deshita".
- Khi rót rượu sake hay shochu thì phải rót cho người khác, chỉ có khi dốc cạn chai thì mới được rót cho chính mình. Thường phụ nữ sẽ rót rượu cho đàn ông, nhưng phải tự rót cho chính mình.

### Văn hóa
Nhiều món ăn Nhật tượng trưng cho các lời chúc tốt lành gửi đến mọi người trong dịp năm mới: rượu sake để trừ tà khí và kéo dài tuổi thọ, món đậu phụ chúc mạnh khỏe, món trứng cá tuyết nướng chúc gia đình đông vui, món sushi cá tráp chúc sung túc thịnh vượng, món tempura chúc trường thọ. Tôm biểu trưng cho sự trường thọ, lưng tôm càng cong càng trường thọ.

## Kỹ thuật

### Nguyên liệu
Ẩm thực Nhật Bản sử dụng nhiều loại nguyên liệu để tạo ra những món ăn đậm chất Nhật, có những nguyên liệu đặc trưng không có trong bất cứ nền ẩm thực nào trên thế giới.

#### Cá bào Nhật Bản
Cá bào Nhật Bản hay Katsuobushi, là những miếng cá (thường là cá ngừ hay cá hồi) được chọn lọc, sơ chế, xông khói và lên men bằng vi nấm Aspergillus glaucus trong phòng kín. Katsuobushi thành phẩm khô và rất cứng, không được sử dụng để ăn ngay mà cần bào mỏng bằng những chiếc bào làm bằng gỗ. Katsuobushi là nguyên liệu cơ bản để tạo ra nước dùng dashi, một thành phần quan trọng tạo nên nhiều món ăn.

#### Rong-tảo biển
Rong/Tảo biển gọi chung là kaisō, gồm nhiều loại khác nhau. Tảo sấy nori cuộn cơm tạo thành món sushi, tảo bẹ wakame dùng để nấu với canh miso, tảo mơ hijiki (hay rong đuôi cừu) làm món trộn salad, rau câu tengusa dùng làm thạch, hay tảo bẹ kombu - cùng với cá bào, là nguyên liệu cơ bản tạo nên nước dùng dashi.
Người Nhật đã biết chế biến kaisō ít nhất là từ thế kỷ 17. Tổng cộng có khoảng 1170 loài rong tảo được người Nhật sử dụng để chế biến thực phẩm.

#### Đậu tương
Đậu tương (hay đậu nành, daizu) được du nhập từ Trung Quốc qua Triều Tiên trước khi đến Nhật Bản. Người Nhật dùng đậu tương tạo thành nhiều món ăn và gia vị, như nước tương shoyu, miso, natto, đậu phụ và váng đậu yuba. Trong thời kỳ chiến tranh Thế giới thứ 2, khi kinh tế Nhật bị tàn phá nặng nề, sữa đậu nành là loại đồ uống giàu protein được ưa chuộng, ngoài ra bã đậu okara cũng được người Nhật tận dụng làm lương thực. Trong thần thoại Nhật Bản, đậu tương được tạo ra bởi thần Ogetsu-hime. Khi người qua đời, lúa mạch, kê, đậu đỏ và đậu tương từ trong miệng và hậu môn nữ thần tràn ra, rơi xuống trái đất.

#### Rượu mirin và sake
Mirin là loại rượu không qua trưng cất của Nhật Bản, được làm từ gạo nếp ủ lên men rồi ép ra thành rượu. Mirin có vị ngọt, nồng độ cồn thấp (chỉ khoảng 11-15%), được sử dụng trong nấu ăn để khử mùi tanh và tạo vị ngọt tự nhiên.
Sake là một loại rượu nhẹ truyền thống của Nhật Bản, có thể dùng để uống trực tiếp hoặc nấu ăn. Tương tự như mirin, rượu sake cũng khử mùi tanh tốt và tạo hương vị cho món ăn.

#### Gạo shari
Gạo shari là loại gạo của Nhật Bản chuyên dùng để cuộn sushi.

#### Giấm komezu
Là loại giấm gạo của Nhật Bản.

#### Ponzu
Ponzu là loại nước chấm được pha từ 5 nguyên liệu, gồm tương shoyu, rượu mirin, nước dùng dashi, komezu và nước cốt chanh.

#### Wasabi
Wasabi là cây cải ngựa Nhật Bản. Lá wasabi có thể sử dụng như một loại rau, trong khi củ wasabi mài mịn tạo thành một loại mù tạc màu xanh, mùi vị cay và nồng, thường có trong sushi và ăn kèm sashimi. Những năm gần đây, người ta sáng tạo ra nhiều loại đồ ăn từ wasabi, như snack vị wasabi hay kem wasabi được giới trẻ Nhật cũng như du khách quốc tế ưa chuộng và thích thú.

#### Đường đen Nhật Bản
Đường đen Nhật Bản hay kurozato (có màu nâu đậm hơn đường nâu, hạt thô và dẻo hơn đường nâu). Đây là thành phần nguyên liệu chính để tạo ra mật ong đen Nhật Bản kuromitsu và cũng là thành thành phần nguyên liệu chính để làm bánh ngọt Nhật Bản.

#### Konnyaku
Là loại thạch mềm làm từ củ của cây nưa trồng (hay nưa Konjac).

### Dụng cụ
- Makisu: tấm cuộn sushi
- Hangiri: tô gỗ tròn làm từ gỗ một loại cây bách.
- Shamoji: muỗng phẳng bằng gỗ
- Makiyakinabe: chảo hình chữ nhật để chiên trứng theo kiểu Nhật (vừa chiên vừa cuộn trứng thành hình chữ nhật).

### Nêm nếm
Thứ tự nêm gia vị của người Nhật là (thứ tự các nguyên âm đúng theo thứ tự trong bảng chữ cái tiếng Nhật, chỉ có phụ âm là khác): さ・し・す・せ・そ（sa/shi/su/se/so). Thứ tự được xếp dựa vào phản ứng hóa học của các loại gia vị.
- さ（砂糖, 酒）satō, sake: đường, rượu.
- し（塩） shio: muối.
- す（酢） su: giấm.
- せ（醤油）shōyu (tiếng Nhật cổ đọc là "seuyu"): nước tương.
- そ（みそ）miso: đậu tương lên men.

### Trình bày
- Theo nguyên tắc tương phản từ màu sắc đến hình dạng. Ví dụ: món ăn hình tròn thì vật đựng phải hình vuông hay tam giác.
- Theo mùa: ví dụ mùa hè thì thường dùng vật đựng bằng trúc hoặc thủy tinh.

## Các món

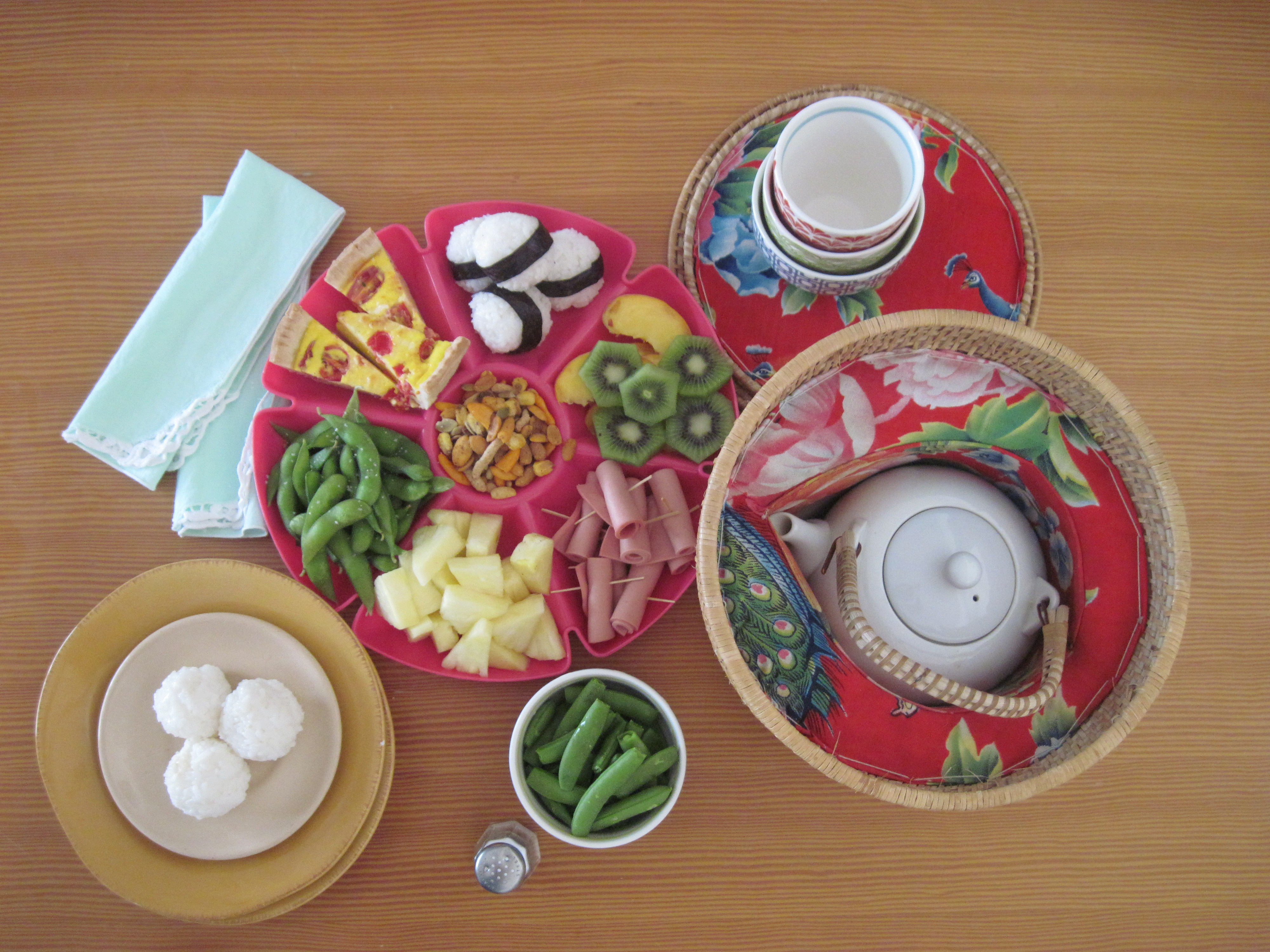
Với cơm nắm onigiri

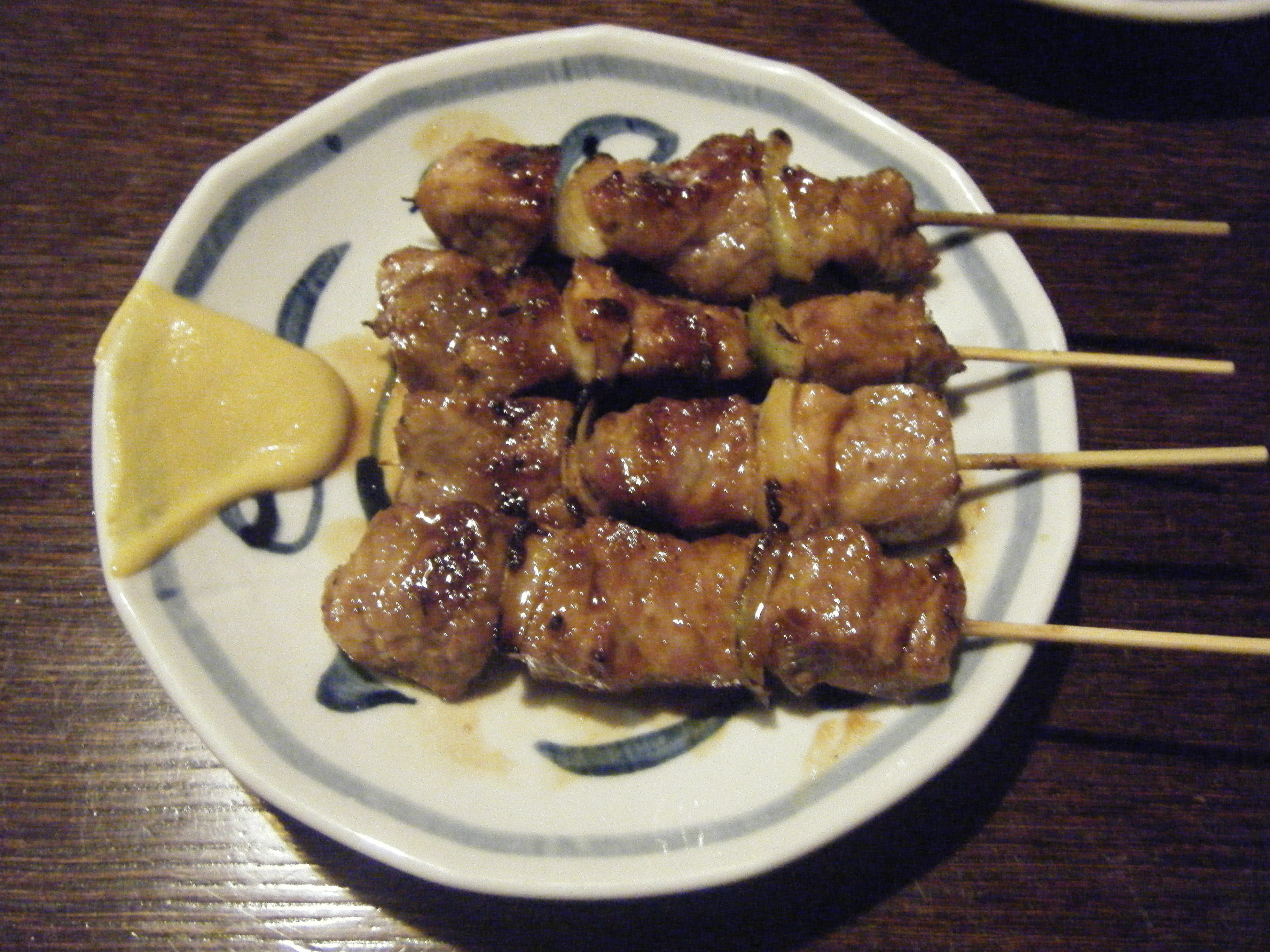
Yakitori, thịt gà xiên nướng

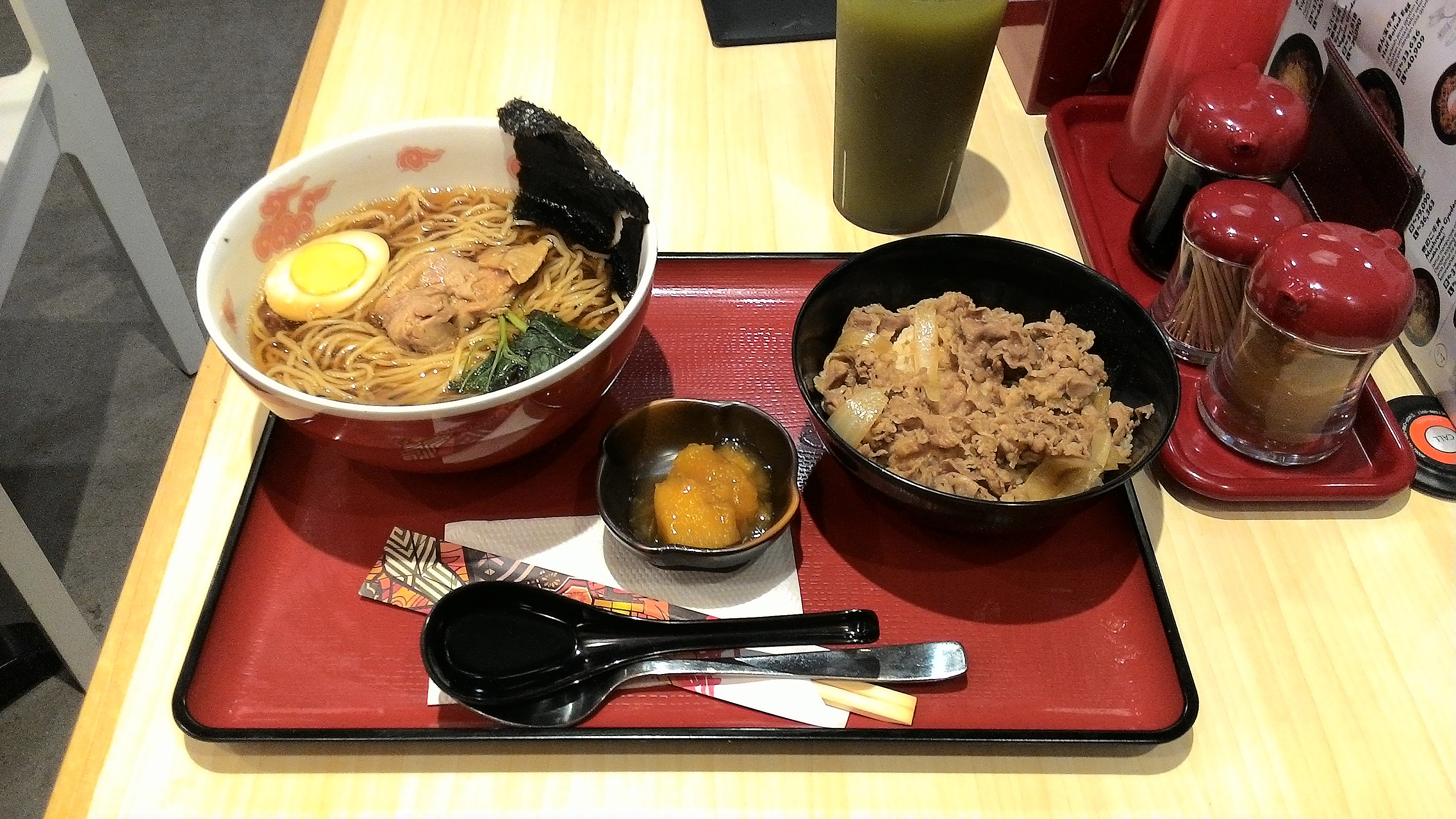
Gyudon, cơm với thịt bò (phải) và mì "niku shoyu ramen" (trái)

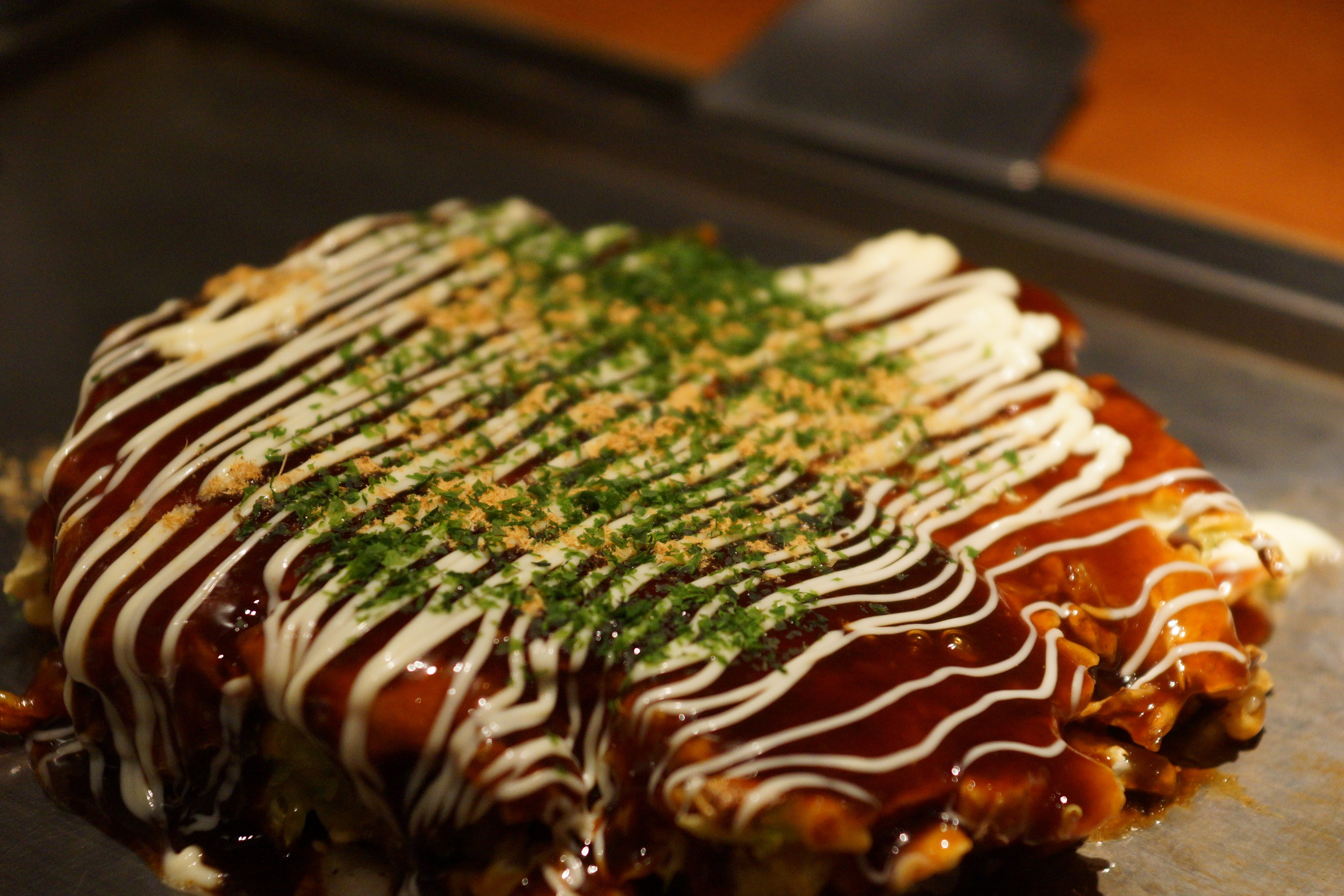
Bánh xèo Okonomiyaki với tép và phô mai

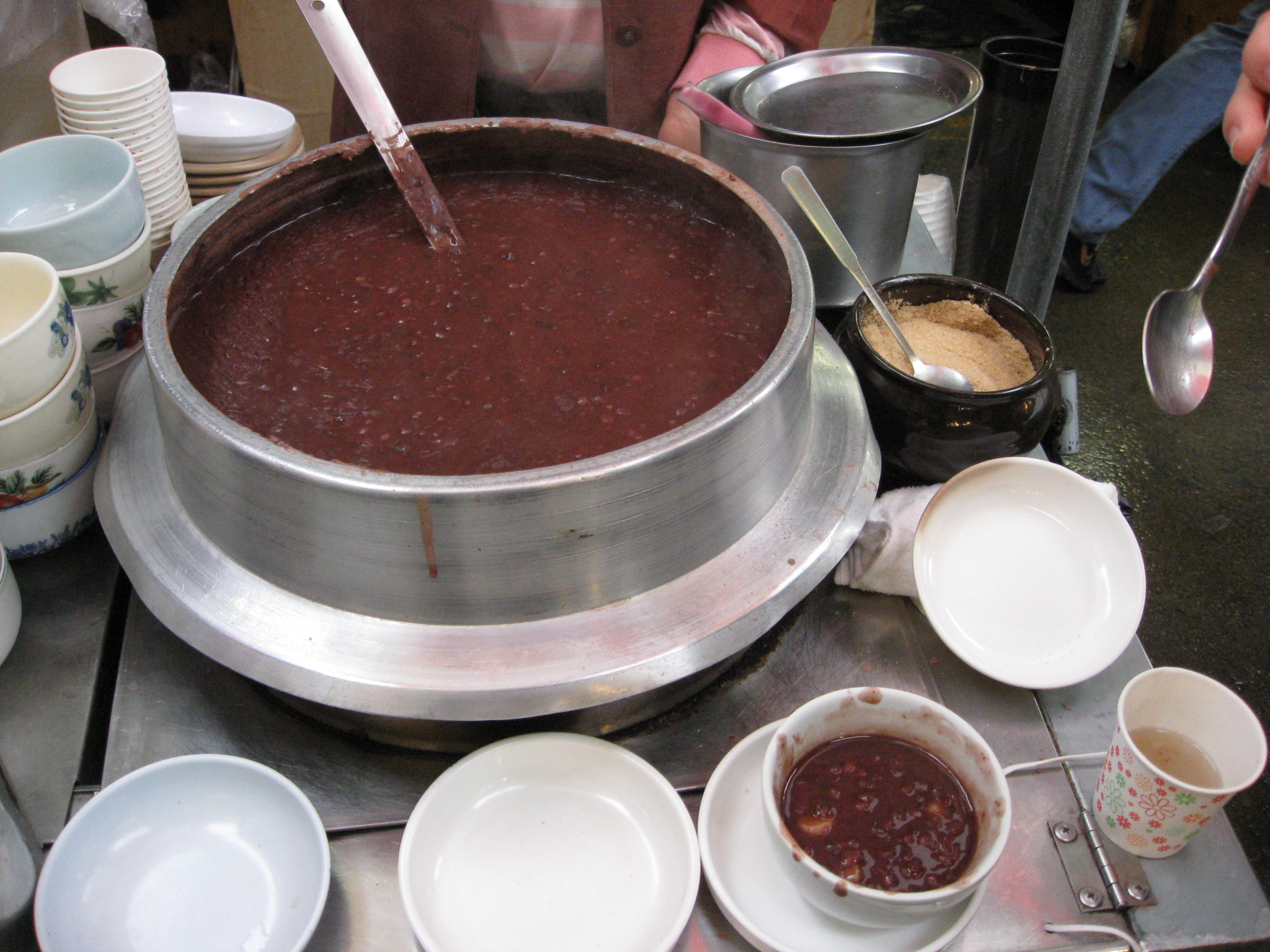
Cháo đậu đỏ azukiyagu bán tại một chợ ở tỉnh Okinawa

.

### Món tươi sống
Món cá sống (sashimi - 刺身 hay さしみ) lưu giữ trọn vẹn sự tươi ngon của hương vị thiên nhiên. Đó là những lát cá có chiều rộng khoảng 2,5 cm, chiều dài 4 cm và dày chừng 0.5 cm ăn cùng mù tạt, gừng, củ cải trắng, tảo biển cuộn tròn trong lá tía tô chấm trong nước tương ngọt Nhật Bản và tương ớt.

### Món theo mùa
Vào mùa xuân, để báo hiệu cho mùa đông lạnh giá đã kết thúc, người Nhật ăn món cá bống băng shiro-uo và đón mùa anh đào nở bằng bánh dày sakura mochi và gạo anh đào.
Mùa hè, người Nhật ăn nhiều món ăn mát lành như món cá chình (unagi), cà tím nướng (yaki-nasu), đậu edamame, các loại mì lạnh như: mì sợi mỏng (somen), mỳ tôm lạnh (hiyashi chuka), các món đậu hũ như: đậu phụ lạnh Nhật Bản (hiya-yakko) và khổ qua xào đậu hũ (goya champuru) của vùng Okinawa.
Tháng 5 là mùa cá ngừ, còn tháng 6 là mùa cá ayu (cá hồi). Mùa thu, người Nhật ăn khoai lang nướng (yaki imo), món lăn bột chiên tempura và loại bánh nama-gashi hình quả hồng chín hoặc hình bạch quả. Tháng 9 là tháng của mặt trăng nên những món hầm màu trắng được ưa chuộng như bào ngư, dưa chuột và măng.
Để xua tan cái lạnh của mùa đông, người Nhật ăn lẩu (nabemono), canh oden và món chè đậu đỏ ăn khi còn nóng (shiruko). Ngoài ra, người Nhật còn ăn bánh higashi có hình tuyết. Vào mùa đông, người Nhật cũng chuộng ăn các loại quýt, tượng trưng cho mặt trời và dùng để làm quà năm mới.

### Món ngày lễ
- Bữa ăn ngày Tết Nguyên Đán của Nhật được gọi là osechi, với món không thể thiếu là bánh dày ozoni.

### Sushi
- Mùa xuân (dấu hiệu: hoa anh đào nở): người Nhật thường ăn năm món sushi hải sản: Hama-guri (làm từ trai biển vỏ cứng), sayori (làm từ cá biển), tori-gai (làm từ sò trứng Nhật Bản), miru-gai (làm từ tôm, cua, trai, sò, vẹm) và kisu (làm từ cá biển đen Nhật Bản).
- Mùa hè (dấu hiệu: lá phong xanh tươi): người Nhật làm bốn món sushi hải sản: awabi (làm từ bào ngư), uzuki (làm từ cá vược biển), anago (làm từ cá chình biển Nhật Bản) và aji (làm từ cá ngừ Nhật Bản).
- Mùa thu (dấu hiệu: lá phong đỏ): người Nhật ăn ba món sushi là: Kampachi (loài cá thường thay đổi khi chúng lớn lên, từ hiramasa - khi chúng còn nhỏ vào mùa hè đến kampachi -mùa thu và sau cùng là buri - mùa đông), Kohada (làm từ cá trích, cá mòi có chấm) và saba (làm từ cá thu).
- Mùa đông (dấu hiệu: tuyết): người Nhật ăn các món sushi hải sản: ika (làm từ cá mực), aka-gai (làm từ trai biển lớn), hirame (làm từ cá bơn) và tako (làm từ bạch tuộc).

Ngoài ra, còn có các món sushi ăn quanh năm như: uni (làm từ nhím biển), maguro (làm từ cá ngừ), kuruma ebi (làm từ tôm hùm), tamago (làm từ trứng), và kampyo-maki (bí cuộn tròn).

### Wagashi
Hay còn gọi là Bánh ngọt Wagashi. Gồm: 
- Tháng 1: ăn loại bánh Hanabira Mochi vào dịp năm mới. Đây là bánh dày có nhân bột miso và rễ cây ngưu bàng (gobo) nấu trong nước syrup.
- Tháng 2: làm bánh Kobai có hình dạng quả mơ Nhật - ume (tháng 2 là mùa hoa ume nở). Đây là bánh được làm bằng bột đậu và bột lúa mạch hấp, có màu đỏ hồng.
- Tháng 3: tháng của bánh Hishi Mochi ăn vào dịp lễ hội búp bê Hina Matsuri, gồm có 3 lớp bánh hình thoi với 3 màu khác nhau xếp chồng lên nhau.
- Tháng 4: Bánh Hanami Dango dùng cho lễ hội hoa anh đào. Bánh này phổ biến từ những năm 1800. Có hai loại: loại có màu sậm hơn được bọc bằng bột đậu, loại có màu sáng hơn được nướng với nước tương.
- Tháng 5: Bánh Kashiwa Mochi ăn vào Tết Đoan Ngọ (Tango no Sekku). Đây là bánh bột nếp nhân đậu, gói trong lá sồi.
- Tháng 6: Bánh Ajisai gồm thạch đậu đỏ yokan bọc nhân đậu trắng, có hình ajisai (hoa tú cầu).
- Tháng 7: Bánh in Rakugan và kẹo aruheito.
- Tháng 8: Thạch đậu mềm Mizu yokan.
- Tháng 9: Bánh O-hagi là bánh giầy bọc bột đậu đỏ, được dâng cúng vào thời điểm thu phân, có hình dạng của cỏ ba lá (hagi - đây cũng là tên bánh).
- Tháng 10: Bánh Kuri no yaki-gashi làm từ bột hạt dẻ bọc nhân hạt dẻ phía trong rồi đem nướng.
- Tháng 11: Bánh Momiji là loại bánh hình lá phong.
- Tháng 12: Bánh bao Yuzu manju làm từ hỗn hợp bột lúa mì, bột khoai lang yamato và vỏ trái chanh vàng Nhật Bản (yuzu) bọc mứt đậu, có hình dạng của trái yuzu.

### Đặc sản
- Cá nóc (Fugu): vì có chứa độc tố nên cần kỹ thuật chế biến tinh vi và giấy chứng nhận đặc biệt từ Chính phủ.
- Thịt hươu Hokkaido.
- Thịt bò Kobe: Thịt bò vân viền mỡ cẩm thạch, bò lấy thịt được nuôi rất tốn kém và phức tạp

### Tráng miệng
Người Nhật không thể thiếu các thức ăn tráng miệng ngoài hoa quả, bánh kẹo ra. Trong đó có:
- đá bào (かき氷): Nguồn gốc của kakigōri tồn tại từ thời kỳ Heian khoảng thế kỉ 11. Tại thời điểm đó, các loại đá cục được bào bằng một con dao và đựng trong một tô inox và được ăn với nhựa cây phong đường khi các khối băng được lưu trong những tháng lạnh hơn sẽ được cạo và phục vụ với xi-rô ngọt cho giới quý tộc Nhật Bản vào mùa hè. Kakigōri trở nên dễ tiếp cận hơn vào thế kỷ 19, khi băng trở nên phổ biến rộng rãi hơn cho công chúng trong mùa hè. Hương vị phổ biến bao gồm dâu tây, anh đào, chanh, trà xanh, nho, dưa, "Blue Hawaii," mận ngọt và xi-rô màu. Một vài nơi bán đá bào cung cấp nhiều loại màu sắc bằng cách sử dụng hai hoặc nhiều sirô khác nhau. Thời kì Meiji vào khoảng thế kỷ 19 là thời kì mà món đá bào Kakigori đã trở thành một món ăn dân dã cho công chúng. Từ trước thời gian đó, đá vẫn còn rất đắc tiền và phải nhập khẩu từ Boston, Mỹ, mất hơn nửa năm để vận chuyển về Nhật Bản. Tuy nhiên các doanh nghiệp thực phẩm Kahe Nakagawa đã thành công trong việc cung cấp đá Hakodate từ Hokkaido đến Yokoham, cửa hàng kakigori đầu tiên được mở tại khu vực Bashamichi ở Kanagawa vào năm 1872.

Để làm ngọt kakigōri, sữa đặc thường được rưới lên trên lớp siro. Nó không phải dạng hình đồi tuyết, nó được bao phủ bằng đá xay nhuyễn mịn hơn nhiều, giống như tuyết mới rơi, có thể dùng muỗng để múc và ống hút để hút siro đặc ngọt.Và sau đó một máy tự làm đá bằng tay được phát minh vào giữa thời kì Meiji và một máy làm đá xuất hiện trong thời kì Showa đầu những năm 1930, và cuối cùng Kakigori trở thành thực phẩm phổ biến đến bây giờ.Hơn 1200 năm trôi qua kể từ thời Heian đến nay, Kakigori đã trở thành một món ăn tráng miệng ngọt ngào nổi tiếng của Nhật Bản của tất cả các thế hệ, đặc biệt được yêu thích trong mùa hè. Ngày nay kakigori đã trở thành một món tráng miệng công phu với kem, sữa chua đông lạnh, sữa đặc có đường hoặc xi rô và nhiều loại hoa quả như dâu tây, kiwi, chuối, cũng như bánh dango, thạch rau câu,ngũ cốc và bánh quy kem oreo,..
Từ đó, kakigori du nhập vào Hàn Quốc bị biến thành patbingsu.
- Dango: bánh trôi xiên que.Dango là một món bánh truyền thống của người Nhật, nó là một loại bánh trôi được làm từ bột gạo (Mochiko). Dango có hình dạng khá giống với Mochi và thường được dùng chung với trà. Bánh Dango có nhiều hình dạng, tùy vào văn hóa phong tục của từng khu vực, có nơi làm bánh hình tròn, có chỗ nặn hình chữ nhật, hình dẹt… nhưng phổ biến nhất là bánh hình tròn. Dango là món ăn chơi, rất bình dị và được dùng quanh năm, nhưng tùy theo từng mùa sẽ có những loại Dango khác nhau.
- chè đậu đỏ Shiruko: Shiruko là món chè nấu từ đậu đỏ azuki đun sôi trong hỗn hợp nước và đường, được tô điểm thêm bới vài mẩu bánh dango hay mochi nướng.Có hai cách chế biến món chè này, hoặc là nấu nguyên vỏ hoặc là nấu khi hạt đậu đã được bỏ vỏ, ninh nhừ rồi đánh bằng muôi cho hạt đậu nhuyễn ra. Ở phía Tây Nhật Bản, cách nấu nguyên vỏ thường được gọi là zenzai. Shiruko được ăn quanh năm, nhưng vì nó thường được dùng khi còn nóng nên đây được xem là một bài thuốc giúp giữ ấm cơ thể trong mùa đông lạnh giá.
- chè kem Anmitsu: Ở Nhật Bản, vào những ngày hè này, món tráng miệng truyền thống đầy màu sắc Anmitsu chính là món ăn chơi không thể thiếu, giúp xua bớt đi cái oi bức và khó chịu mà thời tiết mang lại. Anmitsu có nguồn gốc từ thời Minh Trị, và cho đến hiện nay vẫn luôn được yêu thích tại Nhật. Món ăn này đặc biệt phù hợp cho những ngày thời tiết nóng ẩm, giúp mang lại cảm giác nhẹ dịu và mát mẻ hơn cho cơ thể.

Thành phần nguyên liệu của Anmitsu rất phong phú, thông thường gồm: thạch rau câu, bánh dày mochi hay dango,kem trà xanh, mứt đậu đỏ, đậu luộc, siro và các loại trái cây theo mùa. Sự hòa quyện những nguyên liệu này trong bát anmitsu sẽ đem đến những hương vị vô cùng đặc biệt cho người dùng, đó là vị ngọt bùi của đậu, dai dẻo của bánh dày, mát lạnh của kem và ngọt chua của trái cây. Bên cạnh đó, tất cả nguyên liệu với đầy đủ màu sắc được trang trí đơn sơ nhưng hài hòa, đẹp mắt, sẽ khiến cho bất cứ thực khách nào cũng phải trầm trồ.
- Bánh ngọt phương Tây (yogashi): hiểu nôm na ở đây là một số loại bánh kẹo ngọt của châu Âu du nhập vào Nhật mà điển hình là bánh gato, bánh su kem, caramel,...

## Danh sách

### Aemono
Aemono hay món gỏi hay salad 
- Hijiki aemono: Hijiki - Loại rong biển này thường được bán ở dạng khô, các sợi nhỏ màu đen, mang đến hương vị đậm đà cho món ăn. Thường được dùng trộn salad, làm cơm nắm, bento, xào thịt, nấu súp.
- Namuru: Gỏi rau củ gồm cải ngọt, giá đỗ và cà rốt được trộn cùng dầu mè.
- Choregi Salad: Món rau xé của Nhật từ xà lách non và dưa leo trộn cùng mè và xốt choregi gồm xì dầu, tỏi xay, đường và dầu mè, trên rắc rong biển nori và mè rang.

### Sunomono
Sunomono - món nhúng giấm là món ăn làm từ dưa chuột là nguyên liệu chính trộn với dấm chua Nhật Bản (Su) ngoài ra còn có một số nguyên liệu khác như rau quả và các loại hải sản như cá, tôm, mực. Có hai cách khác nhau để trộn giấm cho món ăn này: nibai-zu và sanbai-zu. Nibaizu là cách trộn đơn giản với một lượng bằng nhau giữa nước tương và giấm trộn kèm với hải sản đặc biệt là thanh cua.
Sanbai-zu được thực hiện với số lượng bằng nhau của giấm, nước tương và mirin. Sunomono là món ăn dễ thực hiện được sử dụng để làm món khai vị có thể ăn kèm với bất kì món ăn chính nào, nó thường có vị chua và hương thơm ngọt ngào nhưng với một số người ghét chua thì có vẻ như món ăn này không phù hợp với họ. Dưa chuột Nhật nhỏ hơn so với dưa chuột của Mỹ, ít hạt và vỏ mỏng. Có thể cho thêm Wakame(rong biển) vào món salad trộn này.

### Agemono
Agemonolà món chiên ngập dầu
- Tempura: món lăn bột mì chiên.
- Tatsuta age: món lăn bột khoai tây chiên.
- Korokke: món bọc khoai tây nghiền, lăn bột chiên xù
- Kushikatsu: Kushiage (串揚げ) hay còn được gọi là Kushikatsu (串カツ) là một món ăn của Nhật Bản sử dụng thịt dày được xiên vào que, tẩm bột chiên xù rồi rán ngập dầu. Kushiage có thể được thực hiện với thịt gà, thịt lợn, hải sản, và các loại rau theo mùa. Những miếng thịt được xâu vào xiên tre (kushi); nhúng vào trứng, bột mì, và panko (vụn bánh mì hoặc bột chiên xù) rồi chiên trong dầu thực vật, chúng có thể được ăn không hoặc kèm theo nước sốt tonkatsu. Kushiage được mô tả như những người anh em họ nhưng ít được biết đến của tempura (món chiên xù) của người Nhật và được bày bán nhiều ở Osaka.

### Itamemono
Itamemono là món xào: 
- Kinpira gobo: củ ngưu bàng xào

### Mushimono
Đây là món hấp
- Chawanmushi: trứng hấp trong chén trà

### Nabemono
Đây là món lẩu
- Sukiyaki
- Shabu-shabu
- Oden
- Chankonabe: Lẩu theo kiểu sumo
- Tsukune nabe: Lẩu nấu từ rau cùng với thịt băm viên

### Nimono
Đây là dạng món hầm
- Kakuni: thịt heo kho
- Nikujaga: khoai tây hầm thịt

### Suimono
Hay shirumono là món canh, súp
- Súp miso
- Canh bánh dày zoni
- Hiyajiru: món canh lạnh được ăn cùng cơm hay mì soba, thường dùng vào mùa hè

### Yakimono
Gồm các món nướng:
- Teppanyaki: món nướng trên tấm thép.
- Okonomiyaki: bánh xèo Nhật Bản.
- Teriyaki: thịt rán (còn có teriyaki cá) được tẩm ướp loại nước tương ngọt và đặc tên là tare.
- Taiyaki: bánh nướng hình cá có nhân đậu.
- Yakitori: gà nướng.
- Dorayaki: bánh nướng gồm hai mảnh vỏ bánh mềm và xốp, giữa có nhân đậu đỏ ngọt.
- Kabayaki: món nướng chủ yếu chế biến từ cá, được phủ sốt ngọt làm từ tương đậu và một số gia vị khác. Loại kabayaki phổ biến và được ưa chuộng nhất ở Nhật Bản được làm từ cá chình, gọi là unagi no kabayaki, thường được ăn vào mùa hè.
- Takoyaki: bánh bạch tuộc nướng.
- Shioyaki: Món nướng muối.
- Yakiniku: một món ăn thường bao gồm thịt bò được tẩm ướp và nướng, mặc dù thịt gà cũng có thể được sử dụng tuy nhiên không phổ biến bằng thịt bò. Có hai loại yakiniku:
  - Thịt bò Kobe được dùng phổ biến. Người ta dùng sốt teriyaki làm từ xì dầu và rượu shochu. Yakiniku chế biến từ thịt thăn của bò được xắt lát mỏng hoặc từ các loại thịt bò xắt lát khác. Thịt được ướp với một hỗn hợp nước tương, đường, dầu mè, tỏi và các gia vị khác như hành lá, hoặc nấm, đặc biệt là nấm nút trắng hoặc nấm hương.Trước khi nấu ăn, thịt được ướp để tăng cường hương vị và độ mềm.Là món nướng nhưng nhiều khi món thịt này cũng được chế biến bằng cách chiên trong chảo. Theo cách thức chế biến hiện đại, yakiniku có chứa tỏi, hành tây và ớt chuông thái lát mỏng với cà chua, hành tây và có thể cả phô mai.
  - Thịt sườn bò, lợn hoặc gà tẩm xì dầu (shoyu) rồi nướng. Khi dùng sườn bò, nó còn được gọi là karubi hoặc harami. Sườn bò là nguyên liệu hay được dùng hơn cả.

### Tsukemono
Được gọi là dưa muối Nhật Bản:
- Asazuke: dưa muối xổi.
- Gari: dưa gừng muối giấm đường.
- Beni shoga: dưa gừng muối rượu mơ Nhật umezu.
- Umeboshi: mơ Nhật muối.
- Takuanzuke: dưa củ cải trắng.

### Snack
Đồ ăn nhanh của Nhật được bày bán phổ biến tại các cửa hàng và siêu thị, tạp hoá trên toàn nước Nhật, giá cả phải chăng. Đặc biệt hơn hết là bánh gạo nướng với các vị mặn ngọt khác nhau. Ngoài ra một số loại bim bim của Nhật hay bánh kẹo (điển hình như Kit Kat, bánh que Pocky) hay các loại kem được giới trẻ Nhật yêu chuộng của các hãng như Lotte, Gari gari - kun,...